# Sture Appelberg

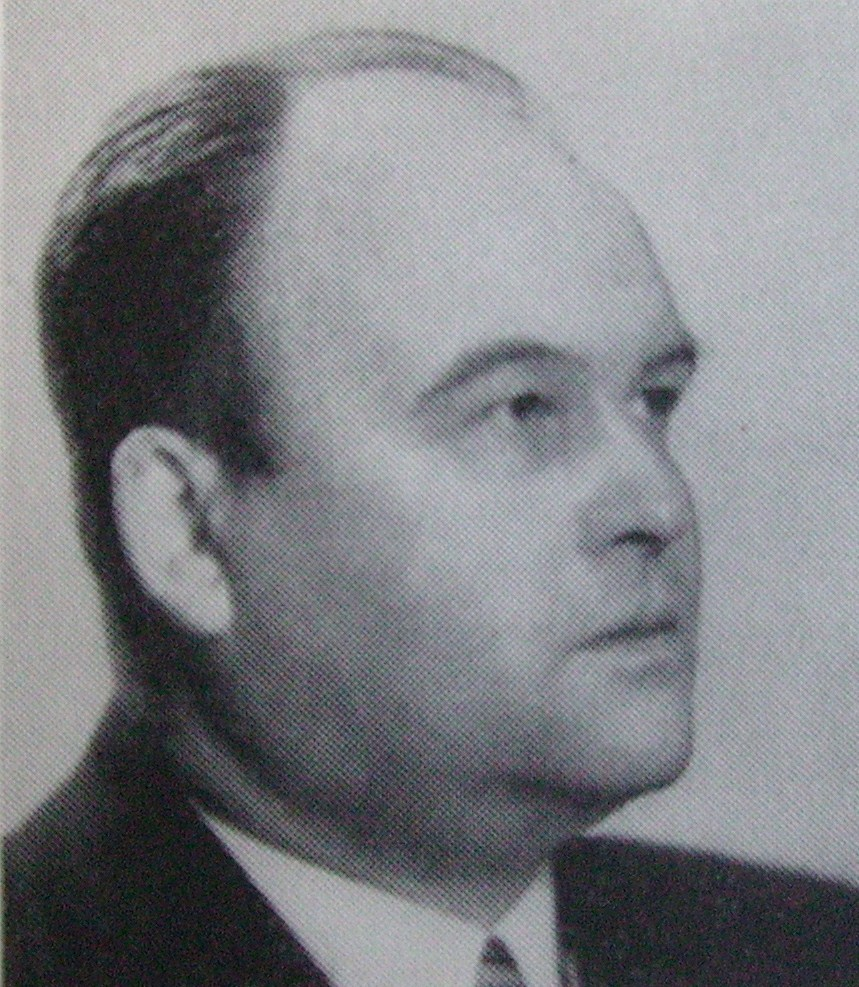
Sture Appelberg

Sture Wilhelm Sigurd Appelberg, född 11 september 1885 i Eskilstuna, död 26 juli 1947 i Stockholm, var en svensk journalist och deckarförfattare. Han var son till grosshandlaren Johan Appelberg och dennes hustru Mathilda Ekberg samt bror till Carin Appelberg-Sandberg.
Appelberg blev underlöjtnant vid Norrlands artilleriregemente 1907 och volontär vid Stockholms-Tidningen 1914. Han deltog som frivillig i finska inbördeskriget som kapten i artilleriet 1918 där han fick frihetskorset av 3 och 4 klassen. Hemkommen samma år blev han redationssekreterare på Veckojournalen. År 1919 blev han medarbetare på Dagens Nyheter, 1926 redaktionschef för Stockholms Dagblad och Stockholms-Tidningen 1930.
Tillsammans med Yngve Hedvall var han en representant för den så kallade svenska pusseldeckaren, där intrigen förläggs till vardaglig svensk miljö. Huvudpersonen i hans berättelser är Sigurd Williams (författarens övriga förnamn), vilka anses vara influerade av Samuel A. Duses (med vilken han var regementskamrat) hjälte Leo Carring.
Appelberg var gift två gånger: 1914–1941 med Ines Sundberg (1882–1965) och från 1941 till sin död med aktrisen Mary Hjelte. Han är begravd på Skogskyrkogården i Stockholm.